# Kruhar
Kruhar (znanstveno ime Stegobium paniceum) je vrsta hrošča, razširjenega po celem svetu, ki je skladiščni škodljivec in se pogosto pojavlja v človeških bivališčih, kamor ga zanesemo s hrano. Je edina vrsta monotipskega rodu Stegobium.

## Opis
Odrasli hrošči dosežejo dolžino okoli 3,5 mm in imajo tipalnice, ki se končajo s tremi razširjenimi členi. Po elitrah ima kruhar vzdolžne kanale. 
Največ škode v shrambah povzročajo ličinke, male bele žerke, ki se hranijo z žiti, moko, kruhom, semeni, fižolom, testeninami, kosmiči, začimbami, čajem, pa tudi s tobakom. Samice odložijo do 75 jajčec, iz katerih se izležejo ličinke, te pa ostanejo v stadiju ličink tudi do nekaj mesecev, odvisno od zalog hrane. Po preobrazbi se hroščki zlahka pregrizejo skozi kartonsko ali plastično embalažo, pa tudi skozi aluminijasto folijo. 
Ob pojavu hroščkov je potrebno infestirane shrambe izprazniti, hrano pa zavreči ali jo zamrzniti na temperaturah, nižjih od –20 °C.